# Maestro Oltremontano

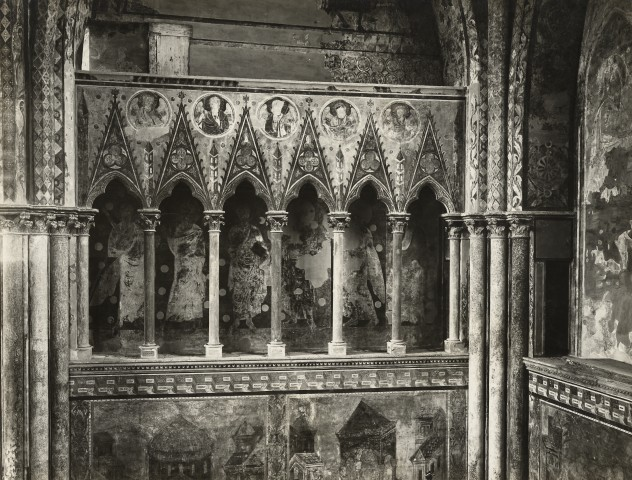
La loggia gauche du transept droit à Assise.

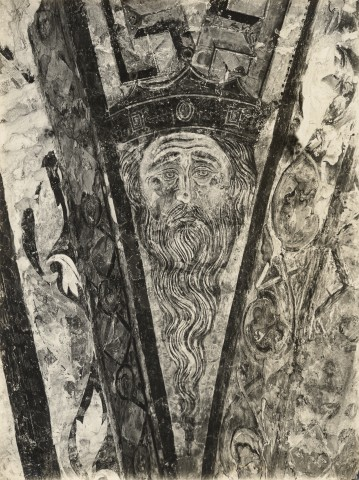
Masque.

Le dit Maestro Oltremontano, ou d'Oltralpe (... - ...), est le nom de convention d'un peintre anonyme, peut-être français, actif dans l'église supérieure de la basilique Saint-François d'Assise vers la fin du XIIIe siècle. 

## Œuvres
Le Maestro Oltremontano a travaillé dans le transept droit de la basilique supérieure d'Assise plus ou moins simultanément avec Cimabue, en réalisant  la partie supérieure. En raison de son style plus particulièrement gothique, peut-être français ou anglais, il fut plus tard appelé par les critiques « Maestro Oltremontano ».
Il est crédité des deux lunettes (Transfiguration et Saint Luc à genoux près d'un trône ) de la galerie gauche (avec des bustes d'anges dans des clipei et de grandes figures de saints et de prophètes derrière les colonnes), et des motifs décoratifs (confiés peut-être à des ouvriers d'atelier) présents dans les arcades des lunettes, le vitrail et les nervures, à motifs végétaux et géométriques. De plus, certains lui attribuent les bandes décoratives de la voûte, en particulier les masques près des greffons sur les piliers, et les restes des deux grands personnages dans les niches sur les côtés de la fenêtre au début du transept qui est surmontée de deux rosaces peintes.
La galerie de droite, en revanche, est principalement attribuée à un maître romain.
Il s'agit d'une décoration grandiose (malheureusement très abîmée) qui revêt une importance particulière, non seulement pour la qualité de la peinture elle-même, mais surtout parce qu'elle représente un pont entre la culture transalpine purement gothique (française, anglaise et allemande) et les écoles italiennes actives à Assise, Florence et Rome. Sur certains points, la peinture est en fait clairement gothique (à une époque où ce style en Italie commençait à peine à s'implanter dans l'architecture), sur d'autres, elle démontre l'assimilation d'éléments de la culture romaine (comme dans les feuilles d'acanthe de saveur classique, insérées dans les arcades de la fenêtre). Elle est parfois marquée par des voies exclusivement romaines, liées à l'un de ses collaborateurs et continuateurs.
Cimabue s'est montré intéressé par ces gothicismes, s'en inspirant, notamment dans les motifs des bandes décoratives et dans une certaine ampleur et fluidité du dessin. Certains en viennent à émettre l'hypothèse que dans certaines zones du registre inférieur et de l'abside, les deux artistes ont peut-être collaboré (Annonce à Joachim et son offrande, Anges  à la base de la Voûte des quatre évangélistes, Crucifixion du transept gauche).

## Style

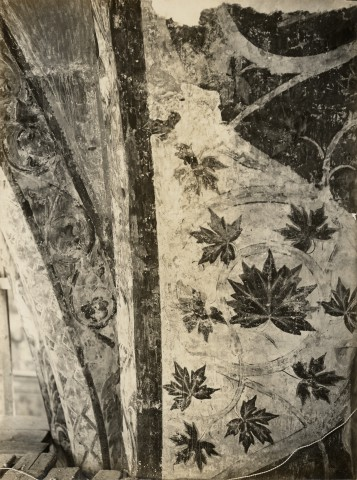
Motif végétal dans l'arc d'une lunette du transept droit

Le profil gothique vitré des cuspides et les petits pinacles dessinés au-dessus des arcs en trèfle de la galerie est en soi une marque évidente de la culture gothique. Celle-ci est particulièrement évidente dans ces fresques qui établissent  un dialogue avec les éléments architecturaux réels, tels que les structures dans lesquelles les prophètes sont insérés, reproduisant largement le cadre de la fenêtre. Une série de niches peintes est créée dans les galeries, derrière des colonnes, parfois en étant décalées : cette caractéristique a auparavant été utilisée uniquement dans la Sancta Sanctorum de Saint-Jean-de-Latran (redécouverte au milieu des années 1990), ce qui pourrait expliquer un séjour à Rome au cours duquel le Maestro Oltremontano se serait distingué et aurait été embauché par Nicolas IV pour la décoration d'Assise.
L'idée d'un tableau qui non seulement imite, mais se greffe en modifiant l'environnement réel, constituait une nouveauté dans un lieu normalement accessible au public, et a eu un large impact dans les développements futurs de la peinture.
Une autre caractéristique du Maestro Oltremontano est que ses figures sont très linéaires, avec une recherche vers l'identification physionomique de chaque personnage représenté. Cela est évident dans la façon dont les masques à la base de la voûte sont traités, ou les figures restantes des saints et des prophètes dans la galerie gauche. Des inspirations du monde des émaux français se retrouvent dans les parties décoratives, où les feuillages sont composés en spirales, tandis que la présence de décorations grecques et en losange, en plus de la présence de la feuille d'acanthe, est redevable à la culture classique.

## Critiques historiques

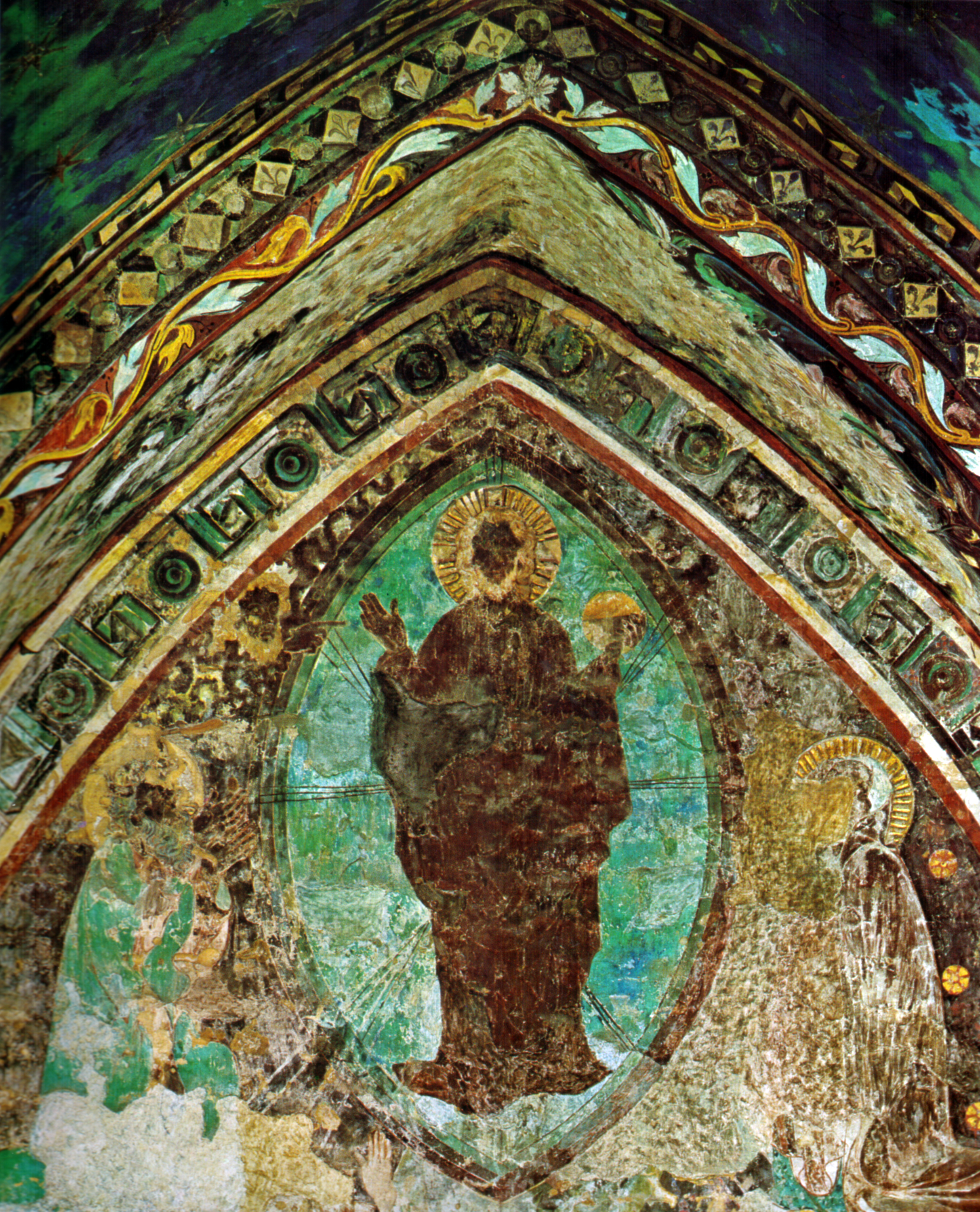
Transfiguration, détail.

Certains ont nié l'existence du Maestro Oltremontano, attribuant l'ensemble à Cimabue et à son atelier, sur la base des indications données par Vasari (Thode, Strzygowski, Berenson, Zeri).
Aubert a été le premier à reconnaître les voies résolument gothiques de cette portion du transept, les reliant au style des vitraux (auxquels ont très probablement participé des artistes allemands et français). Il a été suivi de Luigi Coletti, qui a insisté sur les liens avec la Sainte-Chapelle à Paris, sur le signe graphique marqué, sur les couleurs vives de cette partie des fresques (or, rouge foncé, bleu. . . ). Il écrit: « Le style est strictement linéaire; et cela apparaît plus évident dans les parties figuratives, où les volumes sont résolus dans de nombreux plans aplatis. . .  ».
Cesare Brandi, en 1951, parlait d'un peintre « transalpin » pour la Transfiguration, sans toutefois émettre d'hypothèse de nationalité particulière. Cette question semble extrêmement difficile à répondre, même si certaines études ont saisi certains points de contact avec des détails de vitraux de style allemand, ou dans des fresques à l'étranger, comme celles de l'abbaye de Nonnberg à Salzbourg, où les personnages auraient un dessin compatible des mains et une composition similaire de visages.